# Fämten
Der Fämten ist ein See in der Provinz Dalarna in Schweden. Der See hat eine Fläche von 4,75 km². Sein Umfang beträgt 30,1 km. Er wird vom Fluss Femtan durchflossen. Am Südrand des Fämten befindet sich die kleine Ferienhaussiedlung Fämtryan. Der nächste größere Ort ist das etwa zwanzig Kilometer östlich liegende Malung.

## Fauna
Im Fämten leben diverse einheimische Fischarten, vor allem:
Abborre (Flussbarsch)
Gädda (Hecht)
Lake (Quappe)
Sik (Lavaret)
Siklöja (Kleine Maräne)